# Petrón de Hímera
Petrón de Hímera fue un filósofo pitagórico de Hímera, Sicilia. Pudo haber vivido en el siglo IV a. C.. No se sabe nada de él excepto una teoría cosmológica descrita brevemente en el diálogo délfico de Plutarco Sobre los oráculos (§22-23).
Petrón argumentó que no hay uno, sino 183 mundos o universos (kosmoi). Estos forman un triángulo, con sesenta mundos en cada línea y tres más en las esquinas. Están en contacto entre sí y se mantienen girando "como en un baile". Petrón llamó al campo dentro del triángulo "la llanura de la verdad". Ahí reside el "hogar común de todos", en el que tienen su origen las fórmulas, las formas y los patrones de todas las cosas que alguna vez existieron. Este aspecto fue probablemente insertado por Plutarco, quien tenía antecedentes platónicos . El triángulo está encerrado además por la Eternidad, desde la cual el Tiempo fluye hacia los mundos. Una vez cada diez mil años el hombre puede contemplar esta verdad si ha vivido puro.

Erwin Schrödinger observa que 183, cifra de mundos elegida por Petrón, no es un número triangular (como sí lo son 1, 3, 6, 10, 15, 21...).

En el pitagorismo y el platonismo (en el Timeo) el triángulo juega un papel importante. El triángulo es la superficie más pequeña posible con la menor cantidad de puntos y forma la base para la construcción de los sólidos platónicos. Los pitagóricos también representaron los primeros diez números como un triángulo: el tetractys .